# Magnacavallo
Magnacavallo (Magnacavàl nel locale dialetto basso mantovano) è un comune italiano di 1 389 abitanti della provincia di Mantova in Lombardia. Da settembre 2015 a dicembre 2016, con i comuni di Borgofranco sul Po, Carbonara di Po, Felonica, Poggio Rusco, e Sermide, ha fatto parte dell'Unione dei comuni Sei Oltrepò. Il centro abitato è lambito a sud dal 45º parallelo, la linea equidistante fra il Polo nord e l'Equatore.

## Origini del nome
La prima attestazione scritta del nome "Magnacavallo" risale al 1575, nel libro dei matrimoni della parrocchia di Poggio (attuale Poggio Rusco).
Esistono diverse ipotesi sull'origine del toponimo. Il nome di Magnacavallo potrebbe derivare da magna cava in vallo o magna cava vallis, grande cava nella valle. 
Una tradizione popolare lega invece il nome del paese a una breve sosta di Guerrino, il leggendario cavaliere protagonista del Guerrin Meschino, poema di Andrea da Barberino, che, sceso da cavallo per riposarsi all'ombra di un albero, avrebbe detto al suo destriero: "Magna caual, che l'erba la cress!" ("Mangia, cavallo, che l'erba cresce!") oppure "Magna caual, che Guerin riposa!". Da allora il luogo della sosta avrebbe preso il nome di "Prà Guerin".
Secondo un'altra teoria, il paese avrebbe preso il nome da un nobile della famiglia Magnocavalli, originaria di Nizza Monferrato, che vi avrebbe avuto dei possedimenti. Sebbene manchino fonti archivistiche per suffragare quest'ipotesi, è degno di nota il fatto che Mantova e il Monferrato furono uniti per secoli sotto la famiglia Gonzaga.
Tra il XVI e il XVIII secolo Magnacavallo era noto anche col nome "Boschi" o "Comunità de Boschi", come risulta da diversi documenti conservati nell'Archivio di Stato di Mantova, a dimostrazione della boscosità della zona.

## Storia
Già a metà del XVI secolo è attestata la presenza di piccolo oratorio pubblico intitolato a San Ludovico Re di Francia. A seguito dell'incremento demografico, nel 1603 l'oratorio divenne parrocchia sotto il vescovo fra' Francesco Gonzaga.
Nel 1610 venne costruita la chiesa dei Santi Pietro e Paolo apostoli, a cui fu affiancata la torre campanaria del 1723 per opera di don Giovanni Zapparoli, il quale fece realizzare gli arredi sacri in legno.
La guerra di successione del Ducato di Mantova e l'epidemia di peste che ne seguì portarono a una forte diminuzione della popolazione: nel solo anno 1630 furono registrati in tutto 442 decessi, su una popolazione stimata di 550-650 persone.
Nel 1798 le autorità della Repubblica Cisalpina aggregarono il territorio di Magnacavallo al comune di Poggio Rusco; riottenne l'autonomia amministrativa nel 1816, sotto il Regno Lombardo-Veneto.
Nel 1850 risultavano censiti 1 294 abitanti e il suo territorio risultava "alquanto paludoso e coltivato a biade e prati".
In quegli anni iniziarono a diffondersi anche nel territorio magnacavallese le idee patriottiche e liberali tipiche del Risorgimento, unite talvolta alla renitenza alla leva nell'Esercito imperiale austriaco. I renitenti alla leva spesso erano costretti a darsi al brigantaggio e, se catturati, erano spesso condannati alla pena capitale. Per impressionare la popolazione locale, il 3 giugno 1852 quattro giovani di Magnacavallo furono riportati in paese per essere fucilati pubblicamente dopo essere stati processati da un tribunale a Este.
Dopo l'8 settembre 1943 anche Magnacavallo fu occupato dalle truppe della Wehrmacht. In quel periodo il paese subì dei bombardamenti alleati che fecero vittime civili: il 22 settembre 1943 alla stazione ferroviaria e il 10 marzo 1945 in località Agnolo, dove i tedeschi avevano realizzato un deposito di munizioni. Il paese fu liberato la sera del 23 aprile, con la ritirata dei tedeschi e l'ingresso dei primi carri armati americani.
Il 3 dicembre 2014 è stata palcoscenico del cosiddetto omicidio di Magnacavallo. Fausto Bottura, di 48 anni, fu brutalmente assassinato dal nipote Massimo Bottura, aiutato dai suoi due amici Armando Esposito e Alessio Magnani. Questi poi cercarono di occultare il cadavere gettandolo nel fiume Po in località Bardelle (San Benedetto Po).

## Monumenti e luoghi d'interesse

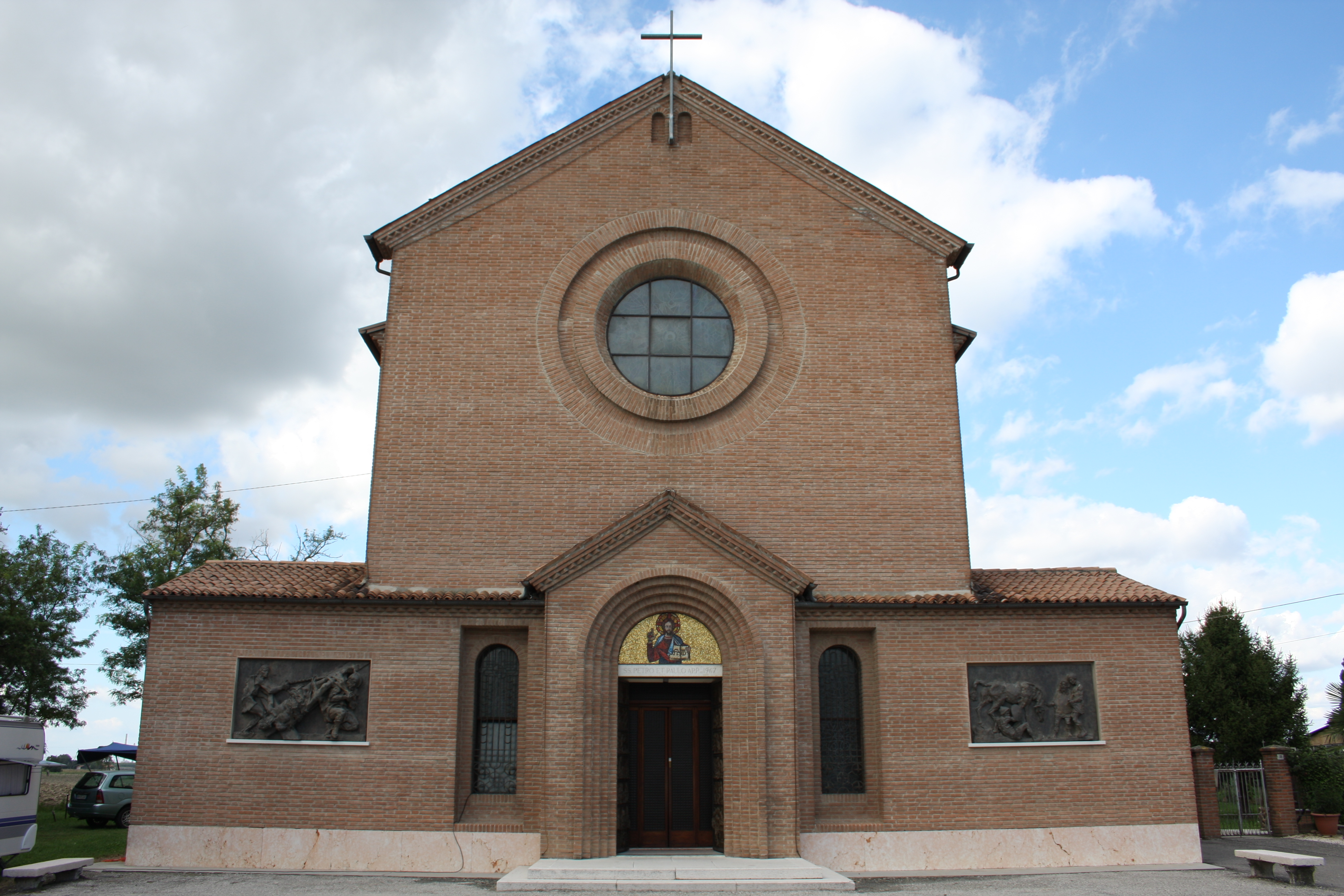
Chiesa parrocchiale

- La chiesa dei Santi Pietro e Paolo apostoli del 1610 fu realizzata originariamente a navata unica; un quadro con i santi Pietro e Paolo raffigurati nel 1792 da Giorgio Anselmi si trova nell'abside.[22] Dopo i danneggiamenti della Seconda guerra mondiale, che riguardarono soprattutto il campanile, l'allora arciprete don Rodolfo Daolio fece svolgere dei lavori di restauro e ampliamento della chiesa, su progetti dell'architetto sermidese Bruno Sarti (1898-1962): l'edificio fu prolungato con la costruzione di una nuova abside, furono aggiunte le navate laterali e il campanile fu innalzato.[23][24] I lavori terminarono sotto il suo successore don Antonio Fiozzi, che nel 1966 inaugurò la nuova facciata ispirata allo stile romanico in sostituzione di quella originale barocca.[25][26]

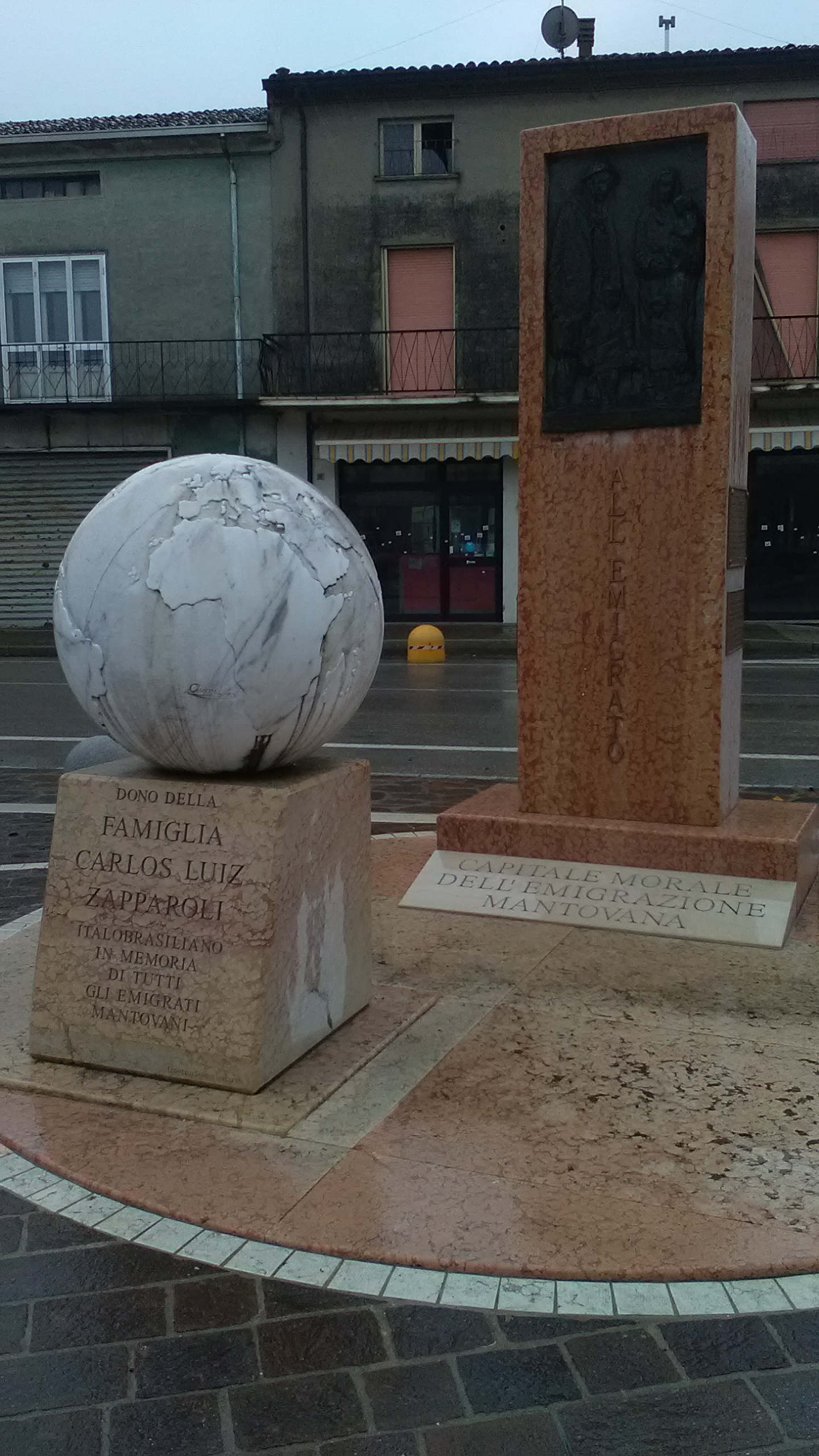
Monumento all'emigrato

- Il Monumento all'Emigrato, inaugurato l'8 settembre 1990 e traslato nel 2010 nella piazza del municipio, ricorda la grande emigrazione dei mantovani nel mondo e principalmente verso il Brasile. A loro è dedicato anche il piccolo Museo dell'emigrato,[27] in cui sono raccolti documenti, fotografie e cimeli legati all'emigrazione. Ogni seconda domenica di settembre, in occasione dell'anniversario di inaugurazione del monumento, viene organizzata la Festa dell'emigrato, con convegni, manifestazioni e intrattenimenti.[28]
- Il palazzo gonzaghesco è una storica residenza cinquecentesca utilizzata in estate dalla famiglia dei Gonzaga di Vescovato e situata in località Dosso dell'Inferno.[29] Contiene l'oratorio (attualmente non officiato) di Santa Caterina, che costituisce l'ala sinistra del corpo di fabbrica principale, la cui struttura attuale risale al XVII secolo.[30]

## Società

### Evoluzione demografica
Abitanti censiti

## Cultura

### Cucina
Il piatto tipico magnacavallese sono i tortelli sguazzarotti (turtèl sguasaròt), a base di zucca, vino cotto, salsa saorina, fagioli e castagne.

## Infrastrutture e trasporti
Magnacavallo è servita dalla stazione di Magnacavallo, sulla ferrovia Suzzara-Ferrara.

## Amministrazione
| Periodo | Periodo  | Primo cittadino   | Partito                              | Carica  | Note   |
| ------- | -------- | ----------------- | ------------------------------------ | ------- | ------ |
| 1995    | 1999     | Danilo Bizzarri   | Lista civica (centro-sinistra)       | Sindaco | [ 32 ] |
| 1999    | 2004     | Andrea Pinotti    | Lista civica                         | Sindaco | [ 33 ] |
| 2004    | 2009     | Andrea Pinotti    | Lista civica                         | Sindaco | [ 34 ] |
| 2009    | 2014     | Arnaldo Marchetti | Lista civica "Futuro insieme"        | Sindaco | [ 35 ] |
| 2014    | in corso | Arnaldo Marchetti | Lista civica "Impegno e trasparenza" | Sindaco | [ 36 ] |

## Onorificenze
Magnacavallo è tra i primi comuni decorati della seguente onorificenza:
- della famiglia di Giovanni Bellotti e di Adele Tadi, che persero i figli: Vittorio, Oreste e Properzio, nel corso del Primo conflitto mondiale
- della famiglia di Amilcare Zaniboni e Dorotea Oliani, che persero i figli: Pirro, Vasco e Terigi, nel corso del Primo conflitto mondiale»
— Roma, 25 ottobre 2011[37]